# Tephrina calliposis
Tephrina calliposis là một loài bướm đêm trong họ Geometridae.